# Ḩoseynīyeh-ye Mashkūr
Ḩoseynīyeh-ye Mashkūr (persiska: حسینیه مشکور) är en ort i Iran.   Den ligger i provinsen Khuzestan, i den centrala delen av landet, 600 km söder om huvudstaden Teheran. Ḩoseynīyeh-ye Mashkūr ligger 31 meter över havet och antalet invånare är 122.
Terrängen runt Ḩoseynīyeh-ye Mashkūr är mycket platt. Runt Ḩoseynīyeh-ye Mashkūr är det ganska tätbefolkat, med 58 invånare per kvadratkilometer. Närmaste större samhälle är Rāmshīr, 5,9 km söder om Ḩoseynīyeh-ye Mashkūr. Trakten runt Ḩoseynīyeh-ye Mashkūr är ofruktbar med lite eller ingen växtlighet.